# Гансйорг Ашенвальд
Гансйорг Ашенвальд  (нім. Hansjörg Aschenwald, 28 червня 1965) — австрійський лижний двоборець, олімпійський медаліст.

## Виступи на Олімпіадах
| Олімпіада    | Дисципліна | Місце |
| ------------ | ---------- | ----- |
| Калгарі 1988 | командні   | 3     |
| Калгарі 1988 | особисті   | 24    |

## Зовнішні посилання
- Досьє на sport.references.com [Архівовано 17 грудня 2012 у Wayback Machine.]